# Søllerød Nærum Idrætsklub
Søllerød-Nærum Idrætsklub, SNIK blev stiftet 25. juni 1917. Klubben hed i begyndelse Skodsborg Idræts Klub og blev i 1941 sammenlagt med Nærum Boldklub og navnet SNIK blev etableret som Skodsborg-Nærum Idrætsklub. Siden ændrede navnet sig så til Søllerød-Nærum Idrætsklub. Den består i dag af fem selvstændige klubber; SNIK Gymnastik, SNIK Håndbold, Rudersdal Badminton, SNIK Vandpolo og SNIK Atletik. der alle er hjemmehørende ved Rundforbi Stadion i Nærum. Badminton klubben blev stiftet  1964 og havde sin storhedstid i 1970'erne med Svend Pri på holdet.